# Sofia Open 2023
Sofia Open 2023 byl tenisový turnaj na mužském profesionálním okruhu ATP Tour hraný v aréně Sofia. Osmý ročník Sofia Open probíhal mezi 6. až 11. listopadem 2023 v bulharské metropoli Sofii na dvorcích s tvrdým povrchem GreenSet. Do kalendáře ATP Tour byl zařazen dodatečně v říjnu 2023 jako náhrada za zrušený Tel Aviv Open v důsledku konfliktu Hamásu a Izraele.
Turnaj dotovaný 630 705 eury patřil do kategorie ATP Tour 250. Do dvouhry nastoupilo dvacet osm hráčů a ve čtyřhře startuje šestnáct párů. Nejvýše nasazeným singlistou se stal dvacátý sedmý tenista světa Lorenzo Musetti z Itálie, kterého ve druhém vyřadil Jack Draper. Jako poslední přímý účastník do hlavní soutěže nastoupil německý 125. hráč žebříčku Maximilian Marterer. V důsledku invaze Ruska na Ukrajinu na konci února 2022 řídící organizace tenisu ATP, WTA a ITF s grandslamy rozhodly, že ruští a běloruští tenisté mohli dále na okruzích startovat, ale do odvolání nikoli pod vlajkami Ruska a Běloruska.
Pátý singlový titul na okruhu ATP Tour vybojoval 35letý Francouz Adrian Mannarino. Sezónu završil 43 vyhranými dvouhrami, což znamenalo jeho kariérní maximum v rámci jednoho kalendářního roku. Čtyřhru ovládli Ekvádorec Gonzalo Escobar s Kazachstáncem Oleksandrem Nedověsovem, kteří získali druhou společnou trofej.

## Rozdělení bodů a finančních odměn

### Rozdělení bodů
| Soutěž  | Soutěž | vítězové | finalisté | semifinalisté | čtvrtfinalisté | 16 v kole | 28 v kole | Q  | Q2 | Q1 |
| ------- | ------ | -------- | --------- | ------------- | -------------- | --------- | --------- | -- | -- | -- |
| dvouhra | [ 4 ]  | 250      | 150       | 90            | 45             | 20        | 0         | 12 | 6  | 0  |
| čtyřhra | [ 9 ]  | 250      | 150       | 90            | 45             | 0         | —         | —  | —  | —  |

### Finanční odměny
| Soutěž                                | Soutěž       | vítězové | finalisté | semifinalisté | čtvrtfinalisté | 16 v kole | 28 v kole | Q2      | Q1      |
| ------------------------------------- | ------------ | -------- | --------- | ------------- | -------------- | --------- | --------- | ------- | ------- |
| dvouhra                               | [ 4 ] [ 10 ] | 85 605 € | 49 940 €  | 29 355 €      | 17 010 €       | 9 880 €   | 6 035 €   | 3 020 € | 1 645 € |
| čtyřhra                               | [ 9 ]        | 29 745 € | 15 910 €  | 9 330 €       | 5 220 €        | 3 070 €   | —         | —       | —       |
| částka ve čtyřhrách je uvedena na pár |              |          |           |               |                |           |           |         |         |

## Dvouhra mužů

### Nasazení
| Stát                          | Hráč               | ATP | Nasazení |
| ----------------------------- | ------------------ | --- | -------- |
| Itálie                        | Lorenzo Musetti    | 22. | 1.       |
| Francie                       | Adrian Mannarino   | 25  | 2        |
| Německo                       | Jan-Lennard Struff | 27. | 3.       |
| Argentina                     | Sebastián Báez     | 29. | 4.       |
| Austrálie                     | Alexei Popyrin     | 39. | 5.       |
| Austrálie                     | Max Purcell        | 43. | 6.       |
| Rakousko                      | Sebastian Ofner    | 44. | 7.       |
| Maďarsko                      | Márton Fucsovics   | 52. | 8.       |
| Srbsko                        | Miomir Kecmanović  | 53. | 9.       |
| Žebříček ATP k 30. říjnu 2023 |                    |     |          |

### Jiné formy účasti
Následující hráčí obdrželi divokou kartu do hlavní soutěže:
- Cem İlkel
- Dimitar Kuzmanov

Následující hráči postoupili z kvalifikace:
- Térence Atmane
- Billy Harris
- Marc-Andrea Hüsler
- Vitalij Sačko

Následující hráč postoupil z kvalifikace jako šťastný poražený:
- Nicolas Moreno de Alboran

### Odhlášení
před zahájením turnaje
- Alejandro Davidovich Fokina → nahradil jej  Fábián Marozsán
- Laslo Djere → nahradil jej  Jurij Rodionov
- Tomás Martín Etcheverry → nahradil jej  Hamad Medjedović
- Taylor Fritz → nahradil jej  Zsombor Piros
- Sebastian Korda → nahradil jej  Jack Draper
- Mackenzie McDonald → nahradil jej  Albert Ramos-Viñolas
- Alexei Popyrin → nahradil jej  Nicolas Moreno de Alboran
- Ben Shelton → nahradil jej  Christopher O'Connell
- Frances Tiafoe → nahradil jej  Maximilian Marterer
- Aleksandar Vukic → nahradil jej  Roberto Carballés Baena

## Mužská čtyřhra

### Nasazení
| Stát                                                                                   | Hráč              | Stát       | Hráč            | ATP | Nasazení |
| -------------------------------------------------------------------------------------- | ----------------- | ---------- | --------------- | --- | -------- |
| Belgie                                                                                 | Sander Gillé      | Belgie     | Joran Vliegen   | 50. | 1.       |
| USA                                                                                    | Nathaniel Lammons | USA        | Jackson Withrow | 51. | 2.       |
| Spojené království                                                                     | Julian Cash       | Chorvatsko | Nikola Mektić   | 80. | 3.       |
| Rakousko                                                                               | Alexander Erler   | Rakousko   | Lucas Miedler   | 83. | 4.       |
| Žebříček ATP k 30. říjnu 2023; číslo je součtem žebříčkového postavení obou členů páru |                   |            |                 |     |          |

### Jiné formy účasti
Následující páry obdržely divokou kartu do hlavní soutěže:
- Alexandr Donski /  Alexandar Lazarov
- Petr Nestěrov /  Janaki Milev

Následující pár nastoupil z pozice náhradníka:
- Íñigo Cervantes /  David Vega Hernández

### Odhlášení
před zahájením turnaje
- Máximo González /  Andrés Molteni → nahradili je  Íñigo Cervantes /  David Vega Hernández
- Marcel Granollers /  Horacio Zeballos → nahradili je  Nikola Ćaćić /  Philipp Oswald
- Mackenzie McDonald /  Marcelo Melo → nahradili je  Evan King /  Reese Stalder
- Max Purcell /  Jordan Thompson → nahradili je  Max Purcell /  John-Patrick Smith

## Přehled finále

### Mužská dvouhra
- Adrian Mannarino vs.  Jack Draper, 7–6(8–6), 2–6, 6–3

### Mužská čtyřhra
- Gonzalo Escobar /  Oleksandr Nedověsov vs.  Julian Cash /  Nikola Mektić 6–3, 3–6, [13–11]